# Европейское оборонительное сообщество

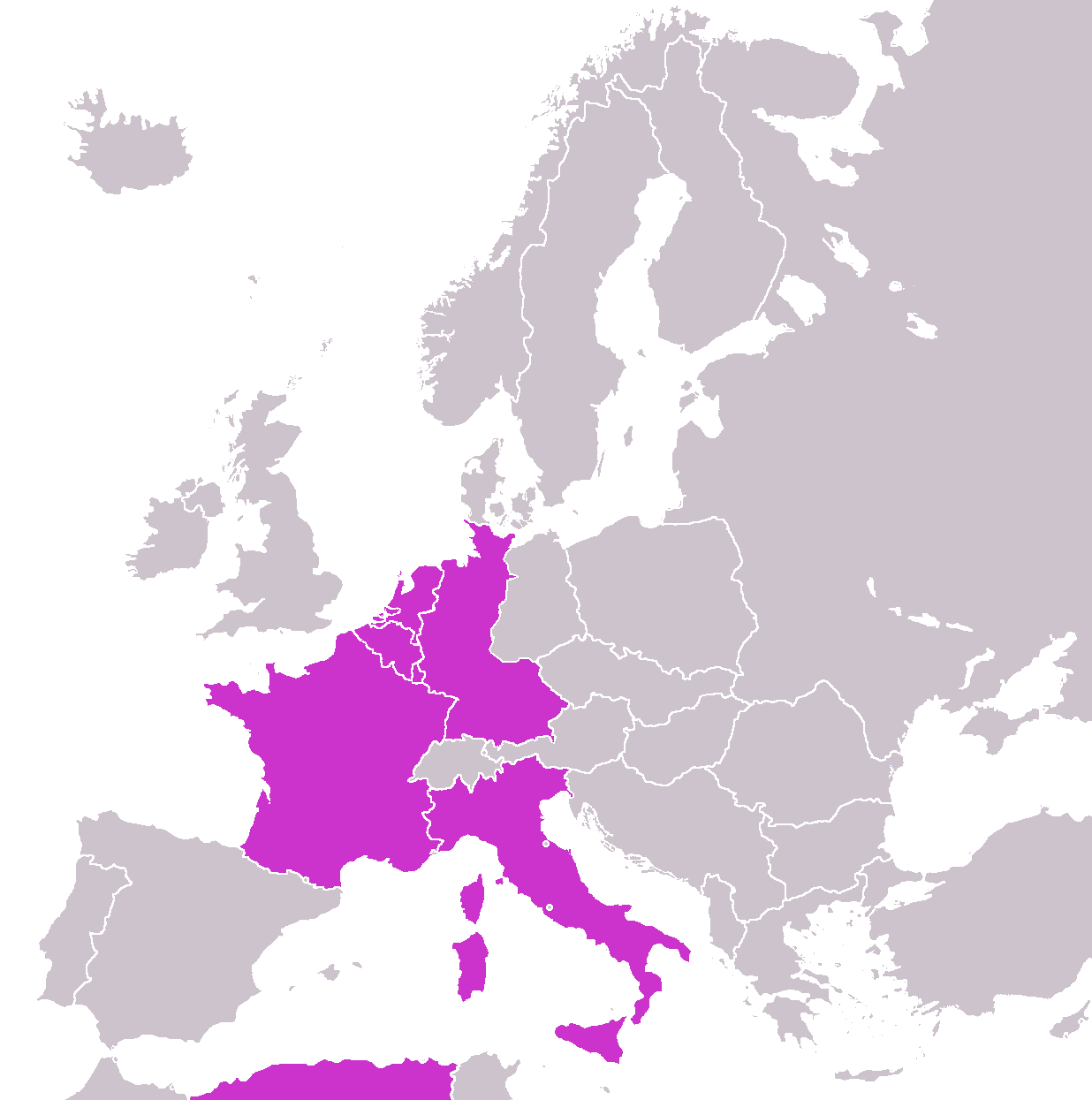
Предполагаемые государства — члены организации

Европейское оборонительное сообщество (ЕОС) — проект организации, под эгидой которой предполагалось объединить вооружённые силы 6 западноевропейских государств (Франция, Федеративная Республика Германии, Италия, Бельгия, Нидерланды и Люксембург) общими органами управления и единым бюджетом.
Проект оборонительного сообщества как части Европейского политического сообщества был сформирован в соответствии с «Планом Плевена», предложенным премьер-министром Французской республики Рене Плевеном в ответ на призыв США осуществить перевооружение военных сил Западной Европы. Договор был подписан 27 мая 1952 года, но так и не вступил в силу. Проект потерпел неудачу в 1954 году, когда стало ясно, что договор не будет ратифицирован Национальным собранием Франции, которое опасалось утраты национального суверенитета. Его заменили Парижские соглашения, в результате которых в 1955 году сформировался Западноевропейский союз, а ФРГ была принята в Североатлантический альянс.